# Зборів (станція)
Збо́рів — проміжна залізнична станція Тернопільської дирекції Львівської залізниці на електрифікованій лінії Тернопіль — Львів між станціями Озерна (16 км) та Золочів (22 км). Розташована у селі Млинівці Тернопільського району Тернопільської області.

## Історія
Станція відкрита 28 грудня 1870 року, одночасно із відкриттям руху на всій лінії Красне — Тернопіль.
У 1997 році станція електрифікована змінним струмом в складі дільниці Золочів — Тернопіль.

## Пасажирське сполучення
На станції зупиняються приміські електропоїзди та поїзди далекого сполучення № 59/60 сполученням Київ — Чоп (призначений з 12 грудня 2021 року) та № 144/143 «Галичина» сполученням Ворохта / Івано-Франківськ — Київ.